# 바이신후이
바이신후이(중국어: 白歆惠, 병음: Bái Xīn Huì, 한자음: 백흠혜, 영어: Bianca Bai 비앙카 바이[*], 1982년 10월 23일 ~ )은 타이완 타이베이시 출신의 모델 겸 배우이다.

## 프로필
- 이름: 白歆惠 / 바이신후이
- 영어 이름: Bianca Bai
- 별명: 天使面孔，魔鬼身段 (천사의 얼굴, 악마의 몸)
- 출생일: 1982년 10월 23일(42세)
- 출생지: 타이완 타이베이시
- 신장: 176 cm
- 직업: 배우, 모델
- 모델링 에이전시: Catwalk Modeling Agency
- 점성: 전갈자리
- 혈액형: O